# 名古屋市立榎小学校
名古屋市立榎小学校（なごやしりつ えのきしょうがっこう）は、名古屋市西区押切一丁目の公立小学校。

## 歴史

### 沿革
- 1873年（明治6年）7月6日 - 第12義校として創立される[1]。
- 1874年（明治7年）4月 - 第12番小学榎学校となる[1]。
- 1879年（明治12年）4月 - 第9番小学榎学校となる[1]。
- 1887年（明治20年）4月 - 尋常小学榎学校となる[1]。
- 1893年（明治26年）4月 - 移転し、名古屋市榎尋常小学校となる[1]。
- 1912年（明治45年）4月 - 愛知県女子師範学校附属小学校代用小学校・名古屋市榎尋常小学校となる[1]。
- 1924年（大正13年）4月 - 愛知県女子師範学校附属小学校代用小学校の機能を解除[1]。
- 1941年（昭和16年）4月 - 名古屋市榎国民学校となる[1]。
- 1947年（昭和22年）4月 - 名古屋市立榎小学校となる[1]。
- 1986年（昭和61年）度 - 隣接地に学校公園として、榎公園が整備される[2]。

### 児童数の変遷
『愛知県小中学校誌』（1998年）によると、児童数の変遷は以下の通りである。
| 1947年（昭和22年） | 782人   |  |
| 1957年（昭和32年） | 1,013人 |  |
| 1967年（昭和42年） | 618人   |  |
| 1977年（昭和52年） | 528人   |  |
| 1987年（昭和62年） | 293人   |  |
| 1997年（平成9年）  | 181人   |  |

## 通学区域
- すべて名古屋市西区
  - 押切一丁目（一部）[WEB 1]
  - 押切二丁目[WEB 1]
  - 菊井一丁目（一部）[WEB 1]
  - 浅間二丁目（一部）[WEB 1]
  - 天神山町（一部）[WEB 1]
  - 花の木一丁目（一部）[WEB 1]
  - 花の木二丁目（一部）[WEB 1]
  - 名西一丁目（一部）[WEB 1]
  - 名西二丁目（一部）[WEB 1]

## 進学先中学校
- 名古屋市立天神山中学校[WEB 2]

## アクセス
- 名古屋市営地下鉄鶴舞線 浅間町駅4番出入口より西へ徒歩10分[WEB 3]
- 名古屋市営バス名駅15系統・名駅12系統「押切町」停留所より西へ徒歩5分[WEB 3]
- 名古屋市営バス名駅13系統「菊ノ尾通二丁目」停留所北へ徒歩2分[WEB 3]

### WEB
1. 1 2 3 4 5 6 7 8 9  名古屋市教育委員会事務局子ども応援委員会制度担当部学校計画室計画係 (2017年4月1日). “名古屋市立小・中学校の通学区域一覧（西区）” (PDF).   名古屋市. 2017年7月28日時点のオリジナルよりアーカイブ。2017年8月5日閲覧。
2. ↑  名古屋市教育委員会事務局子ども応援委員会制度担当部学校計画室計画係 (2016年4月1日). “名古屋市立中学校区一覧（小→中）” (PDF).   名古屋市. 2017年8月5日閲覧。
3. 1 2 3  “榎小学校位置”.   名古屋市立榎小学校. 2017年8月5日閲覧。

### 書籍
1. 1 2 3 4 5 6 7 8 9 10  西区制70周年記念誌編纂委員会 1978, p. 229.
2. ↑  名古屋の公園100年のあゆみ編集委員会 2010, pp. 129–130.
3. ↑  六三制教育五十周年記念愛知県小中学校誌編集委員会 1998, p. 297.